# Thorner Religionsgespräch

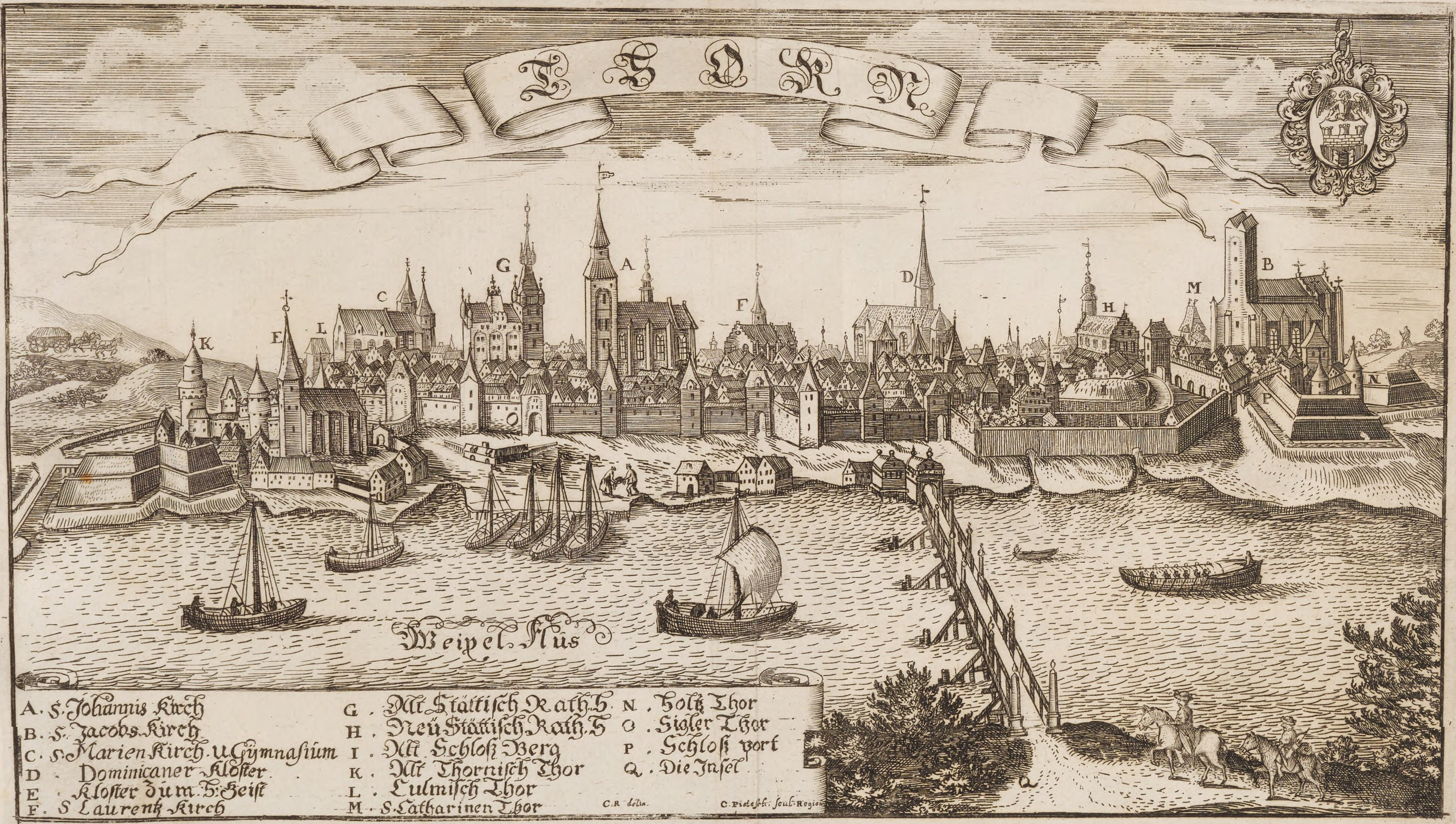
Thorn in einen Kupferstich von 1684

Das Thorner Religionsgespräch (lat. Colloquium Charitativum Thoruniense) fand vom 28. August 1645 bis zum 21. November 1645 in Thorn, im polnischen Königlich Preußen, statt. Es kam nicht zu einer Annäherung der Stellungen, aber war wichtiger Faktor in interkonfessioneller Dialog.

## Anlass und Zweck
In 1573 wurde Konföderation von Warschau abgeschlossen und wird als der Beginn der durch das Staatsrecht gesicherten Religionsfreiheit in Polen-Litauen betrachtet. In der Folge konnte die Konföderation nicht alle religiösen Konflikte und Spannungen im Staat verhindern, doch garantierte sie den konfessionellen Randgruppen, den sogenannten Dissidenten, die nicht der dominierenden katholischen Staatsreligion folgten, religiöse Toleranz, Bürgerrecht und politische Gleichstellung.
König Wladislaus IV. von Polen hoffte, auf dem Weg eines Religionsgesprächs die komplizierten konfessionellen Verhältnisse in seinem Lande klären und die kirchliche Einheit wiederherstellen zu können. Das wurde das Ansehen des Königs erhöhen und die Andersgläubige davon aufhalten, eine Hilfe ins Ausland zu suchen.
Die römisch-katholische Kirche beabsichtigte einer Anschluss der anderen Kirchen. Die Polnische Brüder akzeptierte diese Einladung und schickte ihre Delegation. Die Böhmische Brüder und die Calvinisten kooperierten seit lange Zeit und schickte in 1645 gemeinsame Delegation. Die Lutheraner lehnte die Kooperation mit den Calvinisten und Böhmische Brüder ab (die Theologen aus Wittenberg verweigerten offiziell solche Zustimmung)
Die schwierige konfessionelle Ausgangslage lässt sich beispielhaft an der Stadt Thorn und deren Umland veranschaulichen. Die überwiegend protestantische Stadt an der Weichsel lag in der Nähe des protestantischen Herzogtums Preußen, gehörte aber zum konfessionell gemischten Königlichen Preußen, das war seit 1466 einer Teil von Königreich Polen.

## Teilnehmer und Verlauf
Auf Einladung des Königs begann am 28. August 1645 im Rathaus Thorn unter dem Vorsitz des Großkanzlers Georg Ossolinski das Thorner Religionsgespräch. Anwesend waren 26 katholische, 28 lutherische und 24 reformierte Theologen. Zu den Teilnehmern gehörten orthodoxe Lutheraner wie Johann Hülsemann (Geschäftsleiter der lutherischen Abteilung aus Wittenberg), Abraham Calov und der Ireniker Georg Calixt (als Berater der Königsberger Lutheraner), daneben auch Unitarier wie Stanislaus Lubienietzki als Vertreter der Polnischen Brüder.
Kurfürst Friedrich Wilhelm von Brandenburg hatte, in seiner Funktion als Herzog von Preußen und Vasall des polnischen Königs, drei lutherische Professoren der Universität Königsberg zum Religionsgespräch entsandt: Michael Behm, Christian Dreier und Levin Pouchern. Die Beratungen sollten in drei Phasen stattfinden: 1. Darlegung der Glaubensstandpunkte der Konfessionen; 2. Überprüfung dieser Standpunkte auf ihre Richtigkeit; 3. Klärung der Kontroversen. Schon bald zeigte sich jedoch, dass die Delegationen primär daran interessiert waren, die Standpunkte der anderen Seite als Irrlehre zu entlarven. Die Verhandlungen kamen wegen dieser Haltung der Beteiligten nie über die erste Phase hinaus und wurden nach 36 Sitzungen, davon vier öffentlichen, am 21. November ergebnislos abgebrochen.

## Folgen und Bedeutsamkeit
Infolge des Scheiterns des Thorner Religionsgesprächs wurden die politischen und konfessionellen Spannungen innerhalb Polens, zumal innerhalb der Stadt Thorn, nicht ausgeräumt. Jahrzehnte später entluden sie sich im Thorner Tumult und Thorner Blutgericht.
Gleichwohl gilt das Thorner Religionsgespräch als der bedeutendste Versuch während des Dreißigjährigen Krieges, einen Ausgleich zwischen den Konfessionen herbeizuführen. Polen war freilich nicht in den Krieg verwickelt, der im Heiligen Römischen Reich wütete.